# Mòng biển Armenia
Mòng biển Armenia (Larus armenicus) là một loài mòng biển lớn sống ở vùng Kavkaz và Trung Đông. Trước đây nó được phân loại là một phân loài của mòng biển cá trích châu Âu (L. argentatus) nhưng nay thường được xem là một loài riêng biệt dù BirdLife International gộp nó vào với mòng biển chân vàng (L. michahellis).
Mòng biển Armenia là loài chim tương đối lớn. Nó có chiều dài từ 52 đến 62 cm (20 đến 24 in), sải cánh 120 đến 145 cm (47 đến 57 in) và nặng 600 đến 960 g (1,32 đến 2,12 lb). Theo các do đạt chuẩn, mỏ dài 4,1 đến 5,6 cm (1,6 đến 2,2 in) và khối xương cổ chân dài 5,7 đến 6,4 cm (2,2 đến 2,5 in). Loài này có bề ngoài tương tự với mòng biển chân vàng nhưng hơi nhỏ hơn với lông vũ trên lưng và mắt xậm màu hơn.
Mòng biển Armenia làm tổ cạnh những hồ núi tại Gruzia, Armenia, Thổ Nhĩ Kỳ và miền tây Iran. Nơi tập trung lớn nhất là quanh hồ Sevan và hồ Arpi thuộc Armenia. Đây là loài bán di cư, trú đông cùng những loài chim khác ở bờ biển Thổ Nhĩ Kỳ, Liban và Israel. Một số nhỏ hơn bay đến Síp, Ai Cập và vịnh Ba Tư.